# فهرست میراث جهانی در ژاپن
میراث جهانی در ژاپن شامل ۲۳ اثر (۴ میراث طبیعی و ۱۹ میراث فرهنگی) از مکان‌های تاریخی فرهنگی و طبیعی در ژاپن می‌باشد. ژاپن ۳۰ ژوئن سال ۱۹۹۲ به این کنوانسیون پیوست و تا سال ۲۰۱۹ تعداد ۲۳ اثر از این کشور در فهرست میراث جهانی یونسکو به ثبت رسیده‌است و ۷ سایت نیز تا سال ۲۰۱۷ در فهرست آزمایشی قرار گرفته‌است.
سایت‌های میراث جهانی سازمان آموزشی، علمی و فرهنگی ملل متحد، یونسکو مکان‌هایی هستند که دارای اهمیت فرهنگی یا طبیعی هستند، همان‌طور که در پیمان‌نامه میراث جهانی یونسکو، که در سال ۱۹۷۲ تأسیس شده، شرح داده شده‌است.

## میراث جهانی
یونسکو سایت‌ها را با ده معیار فهرست می‌کند. هر ورودی باید حداقل یکی از معیارها را داشته باشد.
| #  | نگاره     | نام                                         | موقعیت (استان‌های ژاپن)                               | سال    | شماره ثبت معیارها      | شرح | م      |
| ۱  |           | بناهای یادبود بودایی هوریو جی               | استان نارا                                           | ۱۹۹۳   | ۶۶۰ (i)(ii)(iv)(vi)    | شامل چندین ساختمان مختلف است که در در نارای واقع شده‌اند. این بناهای تاریخی همراه با مناظر اطرافشان به این فهرست اضافه شدند. برخی ساختمان‌های ثبت شده، از قدیمی‌ترین ساختمان‌های چوبی باقی‌مانده در جهان می‌باشند که قدمت آن‌ها به سده‌های ۷ و ۸ میلادی می‌رسد و بازتابی از دوره نفوذ بودا در ژاپن می‌باشند. | [ ۴ ]  |
| ۲  |           | قلعه هیمه‌جی                                 | استان هیوگو                                          | ۱۹۹۳   | ۶۶۱ (i)(iv)            | یکی از کاخ‌های سلطنتی ژاپن در دوران چند دودمان سلطنتی آن کشور بوده‌است. این قلعه در در جنوب غربی جزیره هونشو قرار دارد. تاریخچه ساخت قلعه به سال ۱۳۳۳ میلادی می‌رسد که آکیماتسو نوریمارو بر فراز تپه هیمه‌یاما بنا شد. این قلعه در سال ۱۵۸۱ توسط تویوتومی هیده‌یوشی بازسازی شد. | [ ۵ ]  |
| ۳  |           | یاکوشیما                                    | کاگوشیما، استان کاگوشیما                             | ۱۹۹۳   | ۶۶۲ (vii)(ix)          | یاکوشیما یکی از جزایر اوسامی است که دارای ۵۰۰ کیلومتر مربع وسعت می‌باشد و در جنوب کیوشو در کاگوشیمای ژاپن واقع شده‌است. تنگه وینسنس آن را از تانگاشیما جدا می‌کند. مرتفع‌ترین نقطه این جزیره، میانورا – دک با ارتفاع ۱۹۳۵ متر است. جزیره، پوشیده از جنگل‌های انبوهی ست که به خاطر وجود درخت‌هایی با عمر طولانی کریپتومریا که در ژاپن با نام سوگی شناخته می‌شوند، مورد توجه قرار گرفته‌است.                                                                            | [ ۶ ]  |
| ۴  |           | شیراکامی سانچی                              | هونشو، استان آئوموری و استان آکیتا                   | ۱۹۹۳   | ۶۶۳ (ix)               | شیراکامی سانچی، به معنی منطقه کوهستانی خدای سفید در هونشوی ژاپن قرار دارد. این کوه‌ها، بدون از بین بردن فضای جنگل‌های بکر این منطقه، استان‌های آئوموری و آکیتا را به هم متصل کرده‌اند. در سال ۱۹۹۳، از کل ۱۳۰۰ کیلومتر مربع از این منطقه، تنها ۱۶۹٫۷ کیلومتر مربع آن در فهرست میراث جهانی یونسکو قرار گرفت. درختان راش، بخش عظیمی از این جنگلها را تشکیل می‌دهند.                                                                                                  | [ ۷ ]  |
| ۵  |           | آثار تاریخی و باستانی کیوتو                 | کیوتو، اوجی و اتسو، استان کیوتو و استان شیگا         | ۱۹۹۴   | ۶۸۸ (ii)(iv)           | مجموعه آثاری شامل ۱۷ اثر باستانی، تاریخی و جغرافیایی است که در سه شهر کیوتو، اوجی و اتسو در کشور ژاپن قرار دارند. از مجموع این آثار تاریخی ۱۳ اثر معبد بودایی، ۳ مورد زیارتگاه شینتو و یک مورد نیز قلعه است. | [ ۸ ]  |
| ۶  |           | شیراکاواگو و گوکایاما                       | گیفو، استان گیفو و استان تویاما                      | ۱۹۹۵   | ۷۳۴ (iv)(v)            | این روستاها در کنار دره رودخانه شوگاوا که در سراسر مرز گیفو و استان تویاما کشیده شده، در شمال ژاپن واقع شده‌است. روستای شیراکاوا در استان گیفو قرار دارد. منطقه گوکایاما شامل ۵ کوهستان، میان روستاهای سابق کامیتایرا و تایرا در نانتو، تویاما تقسیم شده‌است. | [ ۹ ]  |
| ۷  |           | یادمان صلح هیروشیما                         | هیروشیما، استان هیروشیما                             | ۱۹۹۶   | ۷۷۵ (vi)               | این یادمان که همچنین به گنبد بمب اتمی نیز شهرت دارد، بنایی مخروبه و یادمانی از بمباران اتمی هیروشیما و ناکازاکی است. دو سوم ساختمان‌های هیروشیما از جمله کارخانه‌های فولادسازی و صنعتی چون میتسوبیشی در اثر این بمباران نابود شدند. این یادمان که ساختمان تالار ترویج صنعتی استانی هیروشیما بود تنها اثر به جا مانده از انفجار است. | [ ۱۰ ] |
| ۸  |           | معبد ایتسوکوشیما                            | هاتسوکاایچی، استان هیروشیما                          | ۱۹۹۶   | ۷۷۶ (i)(ii)(iv)(vi)    | این معبد در دریای داخلی ستو واقع شده و از اولین مکان مقدس شینتوشیسم بوده‌است. نخستین بناهای آرامگاهی در اینجا احتمالاً در قرن ششم ساخته شده و قدمت این نیایشگاه به سده ۱۲ میلادی بازمی‌گردد. معبد در تضاد با رنگ و فرم بین کوه و دریا نمایان است و مفهوم ژاپنی از زیبایی منظره را نشان می‌دهد، که ترکیبی از طبیعت و خلاقیت انسان است. | [ ۱۱ ] |
| ۹  |           | بناهای تاریخی شهر باستانی نارا              | نارا، استان نارا                                     | ۱۹۹۸   | ۸۷۰ (ii)(iii)(iv)(vi)  | مجموعه دیدنی شامل هشت مکان تاریخی است. این شهر پایتخت باستانی کشور ژاپن بوده‌است. آثار این منطقه عبارتند از: معابد پنجگانه بودائی‌ها، یک زیارتگاه شینتو، یک کاخ و جنگل باستانی است. تمام این مجموعه شامل ۲۶ ساختمان است که دولت ژاپن آنها را به عنوان گنجینه ملی به ثبت رسانده‌است. | [ ۱۲ ] |
| ۱۰ |           | آرامگاه‌ها و معابد نیکو                      | نیکو، استان توچیگی                                   | ۱۹۹۹   | ۹۱۳ (i)(iv)(vi)        | این اثر شامل ۱۰۳ ساختمان یا بنا و مجموعه‌های طبیعی اطراف آن است و در نیکو، منطقه توچیگی قرار دارد. این ساختمان‌ها وابسته به دو معبد شینتو و یک معبد بودائی هستند. از میان این ۱۰۳ ساختمان، ۹ تای آنها به عنوان گنجینه‌های ملی ژاپن برگزیده و ۹۴ تای باقی‌مانده به عنوان دارایی‌های مهم فرهنگی این کشور شناخته می‌شوند. | [ ۱۳ ] |
| ۱۱ |           | سرزمین‌های گوسوکو و دارائی‌های پادشاهی ریوکیو | استان اوکیناوا                                       | ۲۰۰۰   | ۹۷۲ (ii)(iii)(vi)      | این مجموعه شامل ۹ مکان می‌باشند که همگی در استان اوکیناوا واقع شده‌اند. این میراث‌ها شامل دو بیشه یا یوتاکی، مقبره تامائودون و یک باغ و پنج قلعهٔ گوسوکو می‌باشد که اکثر آن خراب شده‌است. این مناطق معرف خوبی از فرهنگ سلطنتی ریوکیو می‌باشند که با ترکیب منحصر به فرد نفوذ ژاپنی و چینی توانست این منطقه را از لحاظ اقتصادی و فرهنگی به پلی ارتباطی میان ایالت‌های همسایه مبدل سازد.                                                                                 | [ ۱۴ ] |
| ۱۲ |           | دامنه کوه کی                                | استان میه، استان نارا و استان واکایاما               | ۲۰۰۴   | ۱۱۴۲ (ii)(iii)(iv)(vi) | مکان‌های مقدس و جاده‌های زیارتی در دامنه کوه کی در شبه جزیره کی قرار دارند. این مکان‌ها و راه‌ها بر پایه اهمیت تاریخی و مدرن خود در زیارت پیروان مقدسات به جزئی از میراث جهانی یونسکو تبدیل شده‌اند. همچنین به علت تلفیق عقاید بودایی و شینتو «مذهب ارواح پرستی در ژاپن» که سرگذشت آن بیش از ۱۲۰۰ سال است به خوبی مستند شده و مورد توجه قرار گرفته‌است. | [ ۱۵ ] |
| ۱۳ |           | پارک ملی شیرتوکو                            | هوکایدو                                              | ۲۰۰۵   | ۱۱۹۳ (ix)(x)           | این پارک با مساحتی حدود ۳۸۷ کیلومتر مربع یکی از پارک‌های ملی ژاپن است که بیشتر مناطق شبه‌جزیره شیرتوکو واقع در نوک شمال شرقی جزیرهٔ هوکایدو را در بر می‌گیرد. بیشتر این شبه‌جزیره که از دورافتاده‌ترین مناطق در کل ژاپن به‌شمار می‌رود تنها با پای پیاده یا به‌وسیلهٔ قایق قابل دستیابی است. عمده شهرت پارک ملی شیرتوکو به‌خاطر وجود بزرگترین جمعیت خرس قهوه‌ای ژاپن در آن است.                                                                                           | [ ۱۶ ] |
| ۱۴ |           | معدن نقره ایوامی                            | اودا، استان شیمانه                                   | ۲۰۱۰   | ۱۲۴۶ (ii)(iii)(v)      | این معدن نقره که همچنین با نام ایوامی گینزان نیز شناخته می‌شود در شهر اودا قرار دارد و در سال ۱۵۲۶ به وسیله کامیا جوتئی گسترش یافت. این معدن در اوایل سده ۱۷ به اوج تولید خود که حدود ۳۸ تن نقره در سال بود دست یافت که بعدها سومین رده تولید نقره را به دست آورد. | [ ۱۷ ] |
| ۱۵ |           | اماکن تاریخی هیرائی زومی                    | استان ایواته                                         | ۲۰۱۱   | ۱۲۷۷ (ii)(vi)          | معابد و اماکن تاریخی هیرائی زومی مجموعه‌ای از ۵ مکان مربوط به سده ۱۱ و اوایل سده ۱۲ در هیرائی زومی هستند. برای چهار نسل از ۱۰۸۷، زمانی که فوجیوارا نو کیوهیرا قرارگاه و محل اقامت خود را از شمال منتقل کرد تا ۱۱۸۹ زمانی که ارتش میناموتو نو یوریتومو به خاندان فوجیوارای شمالی پایان دادند، این مکان به عنوان مرکز مهم سیاسی، نظامی، تجاری و فرهنگی شناخته می‌شد.                                                                                              | [ ۱۸ ] |
| ۱۶ |           | جزایر اوگاساوارا                            | توکیو                                                | ۲۰۱۱   | ۱۳۶۲ (ix)              | این اثر که همچنین جزایر بونین نیز نامیده می‌شود مجموع جزایری در اقیانوس آرام هستند که در فاصلهٔ ۱۰۰۰ کیلومتری از جنوب و جنوب شرقی مناطق ویژه توکیو واقع شده‌اند و جزئی از توکیو پایتخت ژاپن بشمار می‌آیندو شامل ۳۰ جزیره می‌شود ولی تنها در دو جزیرهٔ چیچی جیما و هاهاجیما سکونت وجود دارد. مساحت کلی این جزایر ۱۰۴ کیلومتر مربع است. این جزایر از نظر اداری جزئی از اوگاساوارامورا محسوب می‌شوند.                                                                   | [ ۱۹ ] |
| ۱۷ |           | کوه فوجی                                    | هونشو، استان شیزوئوکا و استان یاماناشی               | (۲۰۱۳) | ۱۴۱۸ (iii)(vi)         | این کوه با بلندای ۳۷۷۶ متر، بلندترین کوه ژاپن است. کوه فوجی یکی از سه کوه مقدس ژاپن است. دامنهٔ کوه فوجی در مرز بین استان‌های شیزوئوکا و یاماناشی در غرب توکیو قرار دارد. ریختِ زیبای کوه فوجی که به ریخت یک مخروط متقارن است به عنوان نِمادی از کشور ژاپن شناخته شده‌است. | [ ۲۰ ] |
| ۱۸ |           | کارخانه ابریشم تویمی‌اوکا                    | استان گونما                                          | (۲۰۱۴) | ۱۱۴۹ (ii)(iv)          | این کارخانه از چهار سایت تشکیل شده‌است که مربوط به مراحل مختلف تولید ابریشم خام است و مزرعه‌ای برای تولید پیله، مدرسه‌ای برای نشر دانش کشاورزی و یک مرکز نگهداری تخم‌های کرم ابریشم را شامل می‌شود. این کارخانه به مرکز نوآوری در تولید ابریشم خام تبدیل شد و ورود ژاپن را به دوران مدرن و به عنوان صادرکننده برتر ابریشم خام در جهان نشان می‌دهد. | [ ۲۱ ] |
| ۱۹ | عکس هوایی | سایت‌های انقلاب صنعتی میجی                   | کیوشو، استان یاماگوچی، استان شیزوئوکا و استان ایواته | (۲۰۱۵) | ۱۴۸۴ (ii)(iv)          | این سایت شامل مجموعه‌ای از ۲۳ بخش در جنوب غربی ژاپن است که نقش مهمی در صنعتی‌سازی ژاپن دارند و گواه بر صنعتی شدن سریع کشور از طریق توسعه صنعت آهن و فولاد، کشتی‌سازی و معدن زغال‌سنگ است. همچنین فرایندی را نشان می‌دهند که طی آن ژاپن فئودالی از میانه سده ۱۹ به دنبال انتقال فناوری از اروپا و آمریکا و چگونگی سازگاری این فناوری با نیازهای کشور و سنت‌های اجتماعی بوده‌است.                                                                                      | [ ۲۲ ] |
| ۲۰ |           | آثار معماری لو کوربوزیه                     | توکیو                                                | (۲۰۱۶) | ۱۳۲۱ (i)(ii)(vi)       | این آثار شامل مجموعه‌ای از ۱۷ پروژه ساختمانی در ۷ کشور است که توسط لو کوربوزیه طراحی شده‌اند. این سایت‌ها نشان می‌دهند که چگونه جنبش معماری مدرن برای پاسخگویی به نیازهای جامعه به کار رفته‌است و دامنه جهانی آثار یک سبک و یک معمار را نشان می‌دهد. موزه ملی هنر غرب از جمله آثار معماری لو کوربوزیه در ژاپن است. | [ ۲۳ ] |
| ۲۱ |           | جزیره مقدس اوکینوشیما                       | استان فوکوئوکا                                       | (۲۰۱۷) | ۱۵۳۵ (ii)(iii)         | جزیره اوکینوشیما در ۶۰ کیلومتری ساحل غربی جزیره کیوشو واقع شده‌است، نمونه ای استثنایی از سنت پرستش یک جزیره مقدس است. اماکن باستان‌شناسی که در این جزیره حفظ شده‌اند، عملاً دست نخورده هستند وو یک شرح تاریخی از چگونگی تغییر آئین‌ها از سده ۴ تا ۹ میلادی را نمایش می‌دهد شواهدی مبنی بر تبادل گسترده بین ژاپن، شبه‌جزیره کره و قاره آسیا ارائه می‌دهند. | [ ۲۴ ] |
| ۲۲ |           | سایت‌های مسیحیان پنهان                       | استان ناگاساکی و استان کوماموتو                      | (۲۰۱۸) | ۱۴۹۵ (iii)             | این سایت در قسمت شمال غربی جزیره کیوشو واقع شده‌است و شامل ده دهستان، بقایای قلعه و یک کلیسای جامع است و قدمت آنها از سده هفدهم تا نوزدهم میلادی است. این سایت بازتاب‌دهنده احیای جوامع مسیحی پس از سال‌های ۱۸۷۳ است. این سایت‌ها شواهد بی نظیری از یک سنت فرهنگی پرورش داده شده توسط مسیحیان پنهان در منطقه ناگازاکی دارند که باورهای خود را مخفیانه در دوره ممنوعیت از قرن هفدهم تا نوزدهم منتقل کردند.                                                         | [ ۲۵ ] |
| ۲۳ |           | مجموعه کوفون موزو و فوروایچی                | استان اوساکا                                         | (۲۰۱۹) | ۱۵۹۳ (iii)(iv)         | این آثار شامل ۴۹ کوفون است که به قبرهای قدیمی دارای گورپشته گفته می‌شود که برای افراد سرشناس ساخته می‌شد. این کوفون‌ها از بین ۱۶۰۰۰۰ مورد در ژاپن انتخاب شده‌اند و مربوط به دوره‌های سده ۳ تا ۶ پس از میلاد هستند. این مقبره‌ها نشان‌دهنده اختلافات موجود در طبقات اجتماعی آن دوره و شواهدی از یک سیستم تفریحی بسیار پیشرفته‌اند. این گورپشته‌ها که از نظر اندازه تفاوت‌های چشمگیری دارند به شکل‌های هندسی پیچیده طراحی شده‌اند و با سنگ‌فرش و انواع سفال تزئین شده بودند. | [ ۲۶ ] |

## فهرست آزمایشی
علاوه بر سایت‌های موجود در فهرست میراث جهانی، کشورهای عضو می‌توانند فهرستی از سایت‌های آزمایشی را که ممکن است برای نامزدی در نظر بگیرند، در این فهرست قرار دهند. نامزدها در فهرست میراث جهانی تنها در صورتی پذیرفته می‌شوند که سایت قبلاً در فهرست آزمایشی قرار داشته باشد.
| # | نگاره | نام                                                                              | موقعیت                                             | سال ثبت | شماره ثبت معیارها         | شرح | م      |
| ۱ |       | معابد، زیارتگاه‌ها و دیگر سازه‌های کاماکورای باستانی                               | استان کاناگاوا                                     | ۱۹۹۲    | ۳۷۰ (i)(ii)(iii)(iv)(vi)  | کاماکورا توسط سامورایی‌ها ساخته شد تا کرسی قدرت سیاسی آنها باشد. دولت سامورایی بیش از ۱۵۰ سال تمام کنترل کشور را در اختیار داشت و این شهر به مرکز سیاست، اقتصاد و فرهنگ تبدیل شد. در این دوره شهرهای کاماکورا و ادو ساخته شدند تا به عنوان مکان‌های مدیریتی خدمت کنند که ادو بعداً به شهر مدرن توکیو تغییر یافت، به‌طوری که تنها مکان باقی مانده در آنجا که می‌توان گروهی از خواص فرهنگی را یادآور فرهنگ سامورایی یاد کرد، منطقه اطراف کاماکورا است.                                                         | [ ۲۸ ] |
| ۲ |       | قلعه هیکونه                                                                      | استان شیگا                                         | ۱۹۹۲    | ۳۷۴ (i)(ii)(iii)(iv)      | این قلعه متعلق به دوره ادو در هیکونه، شیگا است و یکی از ۱۲ قلعه ژاپنی اصل نگه داشته شده و یکی از پنج قلعه ثبت شده به عنوان یک گنجینه ملی است. این قلعه در سال ۱۶۰۳ به دستور ای نائوکاتسو، پسر دایمیوی سابق ای نائوماسا ساخته شده‌است. | [ ۲۹ ] |
| ۳ |       | سایت‌های باستان‌شناسی آسوکا فوجیوارا                                               | استان نارا                                         | ۲۰۰۷    | ۵۰۹۷ (ii)(iii)(iv)(v)(vi) | این سایت از مجموعه پایتخت‌های باستانی در منطقه آسوکا تشکیل شده که پایتخت امپراتوری در زمان سلطنت امپراتور سوئیکو واقع شده‌است. مناطق و چشم‌اندازهای فرهنگی اطراف با این مکان‌های باستان‌شناسی در ارتباط است. ویژگی‌های اصلی این سایت در اصل بقایای باستان‌شناسی کاخ‌ها و اقامتگاه‌های امپراتور و دربار امپراتوری و امکانات مرتبط با آنها مانند باغ‌ها و غیره است که اولین شهر پایتخت اصلی ژاپن بوده‌است. | [ ۳۰ ] |
| ۴ |       | سایت‌های باستان‌شناسی جومون                                                        | هوکایدو، استان آئوموری، استان ایواته و استان آکیتا | ۲۰۰۹    | ۵۳۹۸ (iii)(iv)            | مجموعه‌ای از مکانهای باستان‌شناسی منحصر به فرد است که نمایانگر فرهنگی تقریباً ۱۰٬۰۰۰ ساله در محیط طبیعی پایدار و تحت تأثیر آب و هوای معتدل دوران هولوسن است و دارای ارزش جهانی برجسته ای است که گواهی یک سنت فرهنگی منحصر به فرد است و نشانگر شیوه همزیستی انسان با طبیعت طی یک دوره عظیم از زمان در یک منطقه خاص ژئو فرهنگی سیاره ما است. | [ ۳۱ ] |
| ۵ |       | مجموعه معادن میراث فرهنگی سادو                                                   | استان نیگاتا                                       | ۲۰۱۰    | ۵۵۷۲ (ii)(iii)(iv)        | معادن سادو در دریا بین مجمع الجزایر ژاپن و قاره اوراسیا واقع شده‌است. با گذشت بیش از چهارصد سال، تکنیک‌ها و روش‌های استخراج طلا و نقره به‌طور مداوم از داخل و خارج از کشور معرفی می‌شدند و سپس در معادن سادو توسعه می‌یافتند و باعث شکل‌گیری یک سنت فرهنگی مبتنی بر مجموعه در حال تحول فناوری معادن و سیستم مدیریت معادن شد و به شکل مکان‌های باستان‌شناسی، سازه‌های تاریخی و شهرهای معدنی و شهرک‌ها حفظ شده‌است و شواهد فیزیکی بسیار کمیاب تاریخ بشر را تشکیل می‌دهد که دیگر نمی‌توان در سایر معادن منطقه آسیا یافت. | [ ۳۲ ] |
| ۶ |       | نیایشگاه‌ها، باغ‌ها و سایت‌های باستان‌شناسی بودایی هیراایزومی                        | استان ایواته                                       | ۲۰۱۲    | ۵۷۶۰ (ii)(iii)(vi)        | در طول قرن دوازدهم، هیراایزومی یک مرکز سیاسی و اداری بود که در قسمت شمالی جزیره اصلی هونشو در ژاپن تأسیس شد و مرزی بین بین سرزمین‌هایی که توسط دولت مرکزی ژاپن و مناطق دورتر از شمال اداره می‌شد بود. هیراایزومی به عنوان مکان الگوی منحصر به فرد حکومت منطقه ای با هسته مذهبی به وجود آمد. به عنوان یک مرکز سیاسی و اداری، هیراایزومی را می‌توان به یک منطقه مرکزی تقریباً ۱۹۰ هکتار و مساحت اطراف آن تقریباً ۳۷۰ هکتار تقسیم کرد که هر یک از آنها شامل چندین بخش مختلف است.                                | [ ۳۳ ] |
| ۷ |       | جزایر آمامی اوشیما، جزیره توکونوشیما، قسمت شمالی جزیره اوکیناوا و جزیره اریوموته | استان کاگوشیما و استان اوکیناوا                    | ۲۰۱۶    | ۶۱۶۰ (ix)(x)              | در نتیجه ایزوله شدن طولانی این جزایر و به دلیل اینکه این چهار جزیره بین مناطق گرمسیری و معتدل واقع شده‌اند، منطقه دارای ویژگی‌های خاصی است و از تنوع گیاهی و جانوری بالایی برخوردار که با نسبت‌های زیادی از گونه‌های بومی و کمیاب مشخص می‌شوند. | [ ۳۴ ] |